# Rudolf Klupsch
Rudolf Klupsch (* 26. Juni 1905 in Jena; † 18. Mai 1992 ebenda) war ein deutscher Leichtathlet. Er war auf den 400-Meter-Lauf spezialisiert.

## Biografie
Rudolf Klupsch war in seiner Jugend zunächst als Bahnradfahrer aktiv und probierte sich später als Hockey- und Eishockeyspieler. Mit 22 Jahren wechselte der Jenaer zur Leichtathletik. Bei den Deutschen Meisterschaften 1936 in Berlin startete er im Rennen über 400 Meter. Nach einem Zielfoto um den dritten Platz unterlag er Friedrich von Stülpnagel knapp. Somit qualifizierte sich Friedrich von Stülpnagel für einen Startplatz in der 4-mal-400-Meter-Staffel den Olympischen Spielen 1936 in Berlin. Klupsch startete lediglich im Rennen über 400 Meter, wo er im Halbfinale ausschied und in der Gesamtwertung Rang 14 belegte. Fast 50 Jahre später stellte der Franzose Perdinaut auf den Fotos fest, dass Klupsch eigentlich Dritter des Rennens bei den Deutschen Meisterschaften gewesen war.
In der Zeit bis 1938 wurde Klupsch bei insgesamt acht Länderkämpfen eingesetzt. Neben seinen Starts über 400 Meter trat er auch gelegentlich über 400 Meter Hürden an. Bei den Deutschen Meisterschaften 1940 konnte er mit der 4-mal-400-Meter-Staffel die Silbermedaille gewinnen.
Vor und nach dem Zweiten Weltkrieg war Klupsch bei Carl Zeiss angestellt. 1946 wurde er beschuldigt, dass er zusammen mit anderen Mitarbeitern des Unternehmens, beim Einpacken von Produktionsgeräten, welche in die Sowjetunion gebracht werden sollten, wichtige, für die Vermessung notwendige Geräte unterschlagen haben soll. Daraufhin wurde er 1947 von einem Militärgericht zu 10 Jahren Lager verurteilt. Nachdem er 1953 aus dem Speziallager Sachsenhausen Nummer 7 entlassen worden war, war er als Trainer und Funktionär bei der BSG Motor Jena tätig.
Auch Klupschs Familienmitglieder waren mit der Leichtathletik verbunden. Sein Sohn Dietrich und seine Schwiegertochter Rita waren, bis sie die DDR verließen, für SC Motor Jena gestartet. Auch seine Enkel Volker und Martina wurden später 400-Meter-Sprinter.